# Augochloropsis flammea
Augochloropsis flammea is een vliesvleugelig insect uit de familie Halictidae. De wetenschappelijke naam van de soort is voor het eerst geldig gepubliceerd in 1861 door Smith.